# Deutscher Schul- und Sprachverein für Nordschleswig
Der Deutsche Schul- und Sprachverein für Nordschleswig (DSSV) mit Sitz in Aabenraa (dt. Apenrade) ist der Dachverband der Trägervereine der Schulen und Kindergärten sowie des Deutschen Gymnasiums für Nordschleswig der deutschen Minderheit in Nordschleswig/Dänemark.

## Geschichte
Der Verein wurde am 1. August 1945 gegründet und war die Nachfolgeorganisation des bei Ende des Zweiten Weltkrieges aufgelösten Deutschen Schulvereins von 1920. Bei Kriegsende wurden alle deutschen Privatschulen unter Berufung auf die alliierte Konvention zur Konfiskation deutschen und japanischen Eigentums enteignet und die bis zu diesem Zeitpunkt bestehenden deutschen Abteilungen der kommunalen dänischen Schulen geschlossen. Die deutsche Schularbeit in Nordschleswig stand damit vor dem Nichts. Nachdem der erste deutsche Unterricht nach dem Krieg in Privathäusern erteilt werden musste, gelang dank tatkräftiger Unterstützung aus der Bundesrepublik Deutschland, insbesondere aus Schleswig-Holstein, der Wiederaufbau des deutschen Privatschulwesens im Wesentlichen in neu errichteten Schulen. In Verbindung mit den Bonn-Kopenhagener Erklärungen wurde das seit 1946 geltende Examensverbot für die deutschen Privatschulen aufgehoben. 1959 wurde das neue Deutsche Gymnasium für Nordschleswig (DGN) in Apenrade eingeweiht und 1962 legten die ersten Gymnasiasten der Schule ihr dänisches Abitur (Studentereksamen) sowie eine deutsche Zusatzprüfung ab. Das Bestehen der Zusatzprüfung („Nostrifizierungsprüfung“) macht das am DGN bestandene Abitur zu einem vollwertigen deutschen Abitur. 
Vereinszweck war und ist die Erhaltung, Pflege und Vermittlung deutscher Sprache und Kultur sowie die Vorbereitung der Kinder und Jugendlichen auf ein Familien-, Berufs- und Freizeitleben in Dänemark.

## Einrichtungen und Ziele
In 23 Kindergärten und einer Freizeiteinrichtung werden etwa 600 Kinder betreut, und in den 15 allgemeinbildenden Schulen sowie ein Gymnasium werden etwa 1.380 Schüler unterrichtet. Einigen Schulen ist eine Schulfreizeitordnung (SFO) angegliedert. Die Kindergärten und Schulen sind deutschsprachige Einrichtungen im dänischen Grenzland. Mit der deutschen Sprache wird auch die deutsche Kultur und Geschichte gepflegt. Das Angebot richtet sich primär an die Mitglieder der deutschen Volksgruppe, aber jeder, der die Zielsetzung des Vereins anerkennt, kann das Angebot des DSSV annehmen.
Die Einrichtungen des DSSV wollen die Kinder und Jugendlichen auf ein Leben im dänischen Umfeld vorbereiten. Deshalb wird Dänisch auf Muttersprachenniveau unterrichtet. Dänische Geschichte und Kultur sind ein natürlicher Bestandteil des Unterrichtsangebotes. Sowohl die Kindergärten als auch die Schulen sind private Institutionen und anerkannt nach dänischen Gesetzen und Regeln. Die Schüler bekommen sowohl den dänischen als auch den deutschen Schulabschluss anerkannt, denen damit sowohl eine Ausbildung oder ein Studium in Deutschland und Dänemark möglich ist. Generell sind die Schulen und Kindergärten gut eingerichtet. In den Schulen machen sich die kleinen Klassenstärken positiv bemerkbar. Mit etwa 400 Mitarbeitern ist der DSSV ein bedeutsamer Arbeitsplatz in der Region.

## Rechtslage
Die Kindergärten sind private Einrichtungen mit einer kommunalen Übereinkunft. Sie sind anerkannt nach dem dänischen Sozialgesetz. Die Übereinkunft mit der Kommune löst Betriebszuschüsse in Höhe von 2/3 der im Haushalt anerkannten Ausgaben aus. Das restliche Drittel müssen die Eltern aufbringen. Die Schulen sind private Schulen und jede einzelne Schule ist nach dem dänischen Freischulgesetz anerkannt. Die Finanzierung erfolgt zu ca. 70 % durch Staatszuschüsse. Den Rest müssen die Schulen selber finanzieren. Die Bundesregierung und das Land Schleswig-Holstein gewähren Zuschüsse.

## Quelle
- Peter Jessen Sönnichsen: Spiegel der Jahre: der deutsche Volkskalender für Nordschleswig – eine Kulturgeschichte der deutschen Volksgruppe in Dänemark. Hrsg.: Deutscher Schul- und Sprachverein für Nordschleswig. Apenrade 1993, ISBN 87-90072-00-6.